# Aretusa (Migdonia)
Aretusa (in greco antico: Ἀρέθουσα?) era una polis dell'antica Grecia ubicata in Migdonia.

## Storia
Secondo una tradizione viene indicata come il luogo dove morì e fu sepolto Euripide. Altre tradizioni, tuttavia, rilevano Bormisco o Pella come luoghi della sua morte.
Viene menzionata nel Periplo di Scilace come una delle città che furono abitate dai Greci, situata oltre la penisola di Pallene. In quel viaggio, è menzionata tra le città di Alapta e Apollonia. Strabone la situa in Migdonia, in riva al lago di Volvi. Plinio il Vecchio, da parte sua, la cita come una regione della Migdonia, vicina ad Apollonia, chiarendo che entrambe erano lontane dal mare.
Viene identificato con delle rovine situate nella moderna Rentina.